# Маркиз де Бельмонте

Герб муниципалитета Бельмонте, провинция Куэнка, автономное сообщество Кастилия-Ла-Манча.

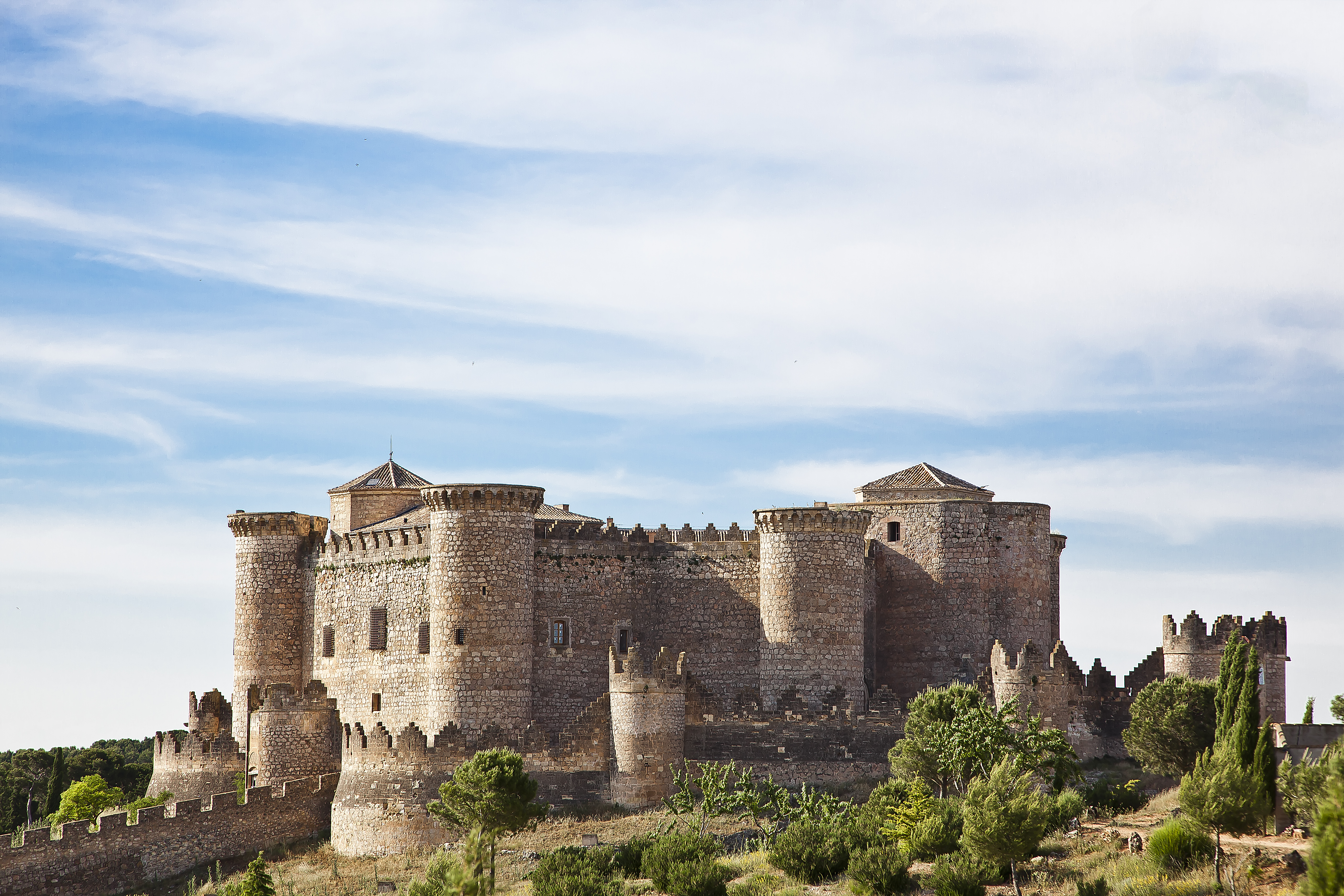
Замок Бельмонте, построенный 1-м маркизом де Вильена.

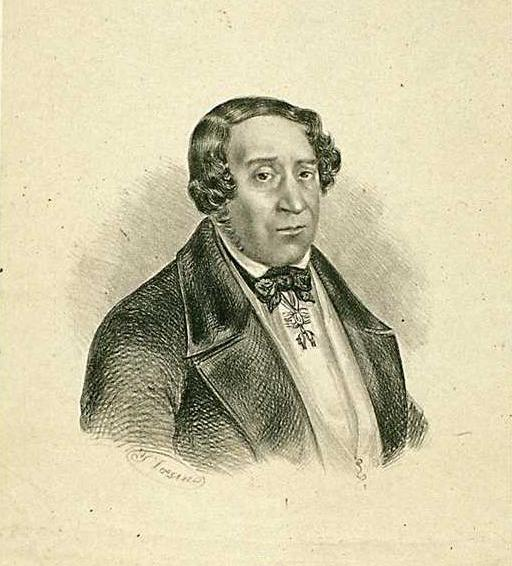
Бернардино Фернандес де Веласко Пачеко и Тельес-Хирон (1783—1851), 9-й маркиз де Бельмонте, 9-й герцог де Уседа, 14-й герцог де Фриас, 14-й герцог де Эскалона

Маркиз де Бельмонте — испанский дворянский титул. Он был создан 11 января 1613 года королем Испании Филиппом III для Кристобаля Гомеса де Сандоваля Рохаса и де ла Серды (ок. 1581—1624), 1-го герцога де Уседа. Кристобаль Гомес де Сандоваль Рохас и де ла Серда был сыном Франсиско Гомеса де Сандоваля Рохаса и Борха (1553—1625), 1-го герцога де Лерма, 5-го маркиза де Дения, 4-го графа де Лерма и 1-го графа де Ампудия, и Каталины де ла Серда и Мануэль де Португаль.
Название маркизата происходит от названия муниципалитета Бельмонте, провинция Куэнка, автономное сообщество Кастилия-Ла-Манча.
Некоторые хронисты считают Бернардо Антонио Гомеса де Сандоваля и Рохаса, сына Кристобаля Гомеса де Сандовал Рохаса и де ла Серды, 1-м маркизом де Бельмонте. Он носил этот титул только два года и скончался в 1615 году.

## Маркизы де Бельмонте
|                                              | Титул                                                                         | Период                                       |
| Креация создана королем Испании Филиппом III | Креация создана королем Испании Филиппом III                                  | Креация создана королем Испании Филиппом III |
| -------------------------------------------- | ----------------------------------------------------------------------------- | -------------------------------------------- |
| I                                            | Кристобаль Гомес де Сандоваль Рохас и де ла Серда                             | 1613-1624                                    |
| «I»                                          | «Бернардино Гомес де Сандоваль Рохас»                                         | «1613-1615»                                  |
| II                                           | Франсиско Гомес де Сандоваль Рохас и Падилья                                  | 1624-1635                                    |
| III                                          | Фелисия де Сандоваль и Урбино                                                 | 1635-1671                                    |
| IV                                           | Изабель Мария де Сандоваль и Хирон                                            | 1671-1711                                    |
| V                                            | Мануэль Гаспар Алонсо Гомес де Сандоваль Тельес-Хирон                         | 1711-1732                                    |
| VI                                           | Франсиско Хавьер Пачеко Тельес-Хирон                                          | 1732-1750                                    |
| VII                                          | Андрес Мануэль Алонсо Пачеко Тельес-Хирон и Фернандес де Веласко              | 1750-1789                                    |
| VIII                                         | Диего Пачеко Тельес-Хирон Гомес де Сандоваль                                  | 1789-1811                                    |
| IX                                           | Бернардино Фернандес де Веласко Пачеко и Тельес-Хирон                         | 1811-1851                                    |
| X                                            | Бернардина Мария Фернандес де Веласко Пачеко и Тельес-Хирон и Рока де Тогорес | 1851-1869                                    |
| XI                                           | Франсиско де Борха Тельес-Хирон и Фернандес де Веласко                        | 1869-1897                                    |
| XII                                          | Луис Мария Тельес-Хирон и Фернандес де Кордова                                | 1897-1909                                    |
| XIII                                         | Мариано Тельес-Хирон и Фернандес де Кордова                                   | 1909-1931                                    |
| XIV                                          | Анхела Мария Тельес-Хирон и Дуке де Эстрада                                   | 1931-1995                                    |
| XV                                           | Мария дель Пилар Латорре и Тельес-Хирон                                       | 1995 — н.в.                                  |

## История маркизов де Бельмонте
- Кристобаль Гомес де Сандоваль Рохас и де ла Серда (12 апреля 1577 — 31 мая 1624), 1-й маркиз де Бельмонте, 1-й герцог де Уседа, 1-й герцог де Сеа, 1-й маркиз де Сеа. Сын Франсиско Гомеса де Сандоваля и Рохаса (1553—1625), 1-го герцога де Лерма, и Каталины де ла Серда

1. Супруга — Марианна Манрике де Лара Падилья и Акунья, 4-я графиня де Санта-Гадеа и 9-я графиня де Буэндиа, дочь Мартина де Падилья, 1-го графа де Санта-Гадеа, и Луизы де Падилья и Манрике, 8-й графини де Буэндиа. Ему наследовал их сын:

- «Бернардо Антонио Гомес де Сандоваль и Рохас» (1613—1615), «1-й маркиз де Бельмонте».

- Франсиско Гомес де Сандоваль Рохас и Падилья (июль 1598 — 13 ноября 1635), 2-й маркиз де Бельмонте, 2-й герцог де Уседа, 2-й герцог де Сеа, 2-й герцог де Лерма, 2-й маркиз де Сеа, 6-й маркиз де Дения, 2-й граф де Ампудия, 5-й граф де Санта-Гадеа и 10-й граф де Буэндиа.

1. Супруга — Фелисия Энрикес де Кабрера и Колонна, дочь Луиса Энрикеса де Кабреры и Мендосы, 4-го герцога де Медина-де-Риосеко, и Виттории Колонны. Ему наследовала их дочь:

- Фелисия Гомес де Сандоваль Рохас и Урбино (Орсини) (1633 — 7 октября 1671), 3-я маркиза де Бельмонте, 3-я герцогиня де Уседа.

1. Супруг — Гаспар Тельес-Хирон и Сандоваль (1625—1694), 5-й герцог де Осуна, 5-й маркиз де Пеньяфьель, 9-й граф де Уренья. Ей наследовала их дочь:

- Изабель Мария де Сандоваль и Хирон (15 августа 1653 — 23 июля 1711), 4-я маркиза де Бельмонте, 4-я герцогиня де Уседа.

1. Супруг — Хуан Франсиско Пачеко Тельес-Хирон (1649—1718), 3-й граф де ла Пуэбла-де-Монтальбан, 1-й маркиз де Менас-Альбас. Ей наследовал их сын:

- Мануэль Гаспар Алонсо Гомес де Сандоваль Тельес-Хирон[исп.] (11 апреля 1676 — 12 февраля 1732), 5-й маркиз де Бельмонте, 5-й герцог де Уседа, 2-й маркиз де Менас-Альбас, 4-й граф де ла Пуэбла-де-Монтальбан.

1. Супруга — Хосефа де Толедо и Португаль (1681—1754), дочь Мануэля Хоакина Гарси-Альвареса де Толедо и Португаля, 8-го графа де Оропеса. Ему наследовал их сын:

- Франсиско Хавьер Пачеко Тельес-Хирон (16 февраля 1704 — 2 января 1750), 6-й маркиз де Бельмонте, 6-й герцог де Уседа, 3-й маркиз де Менас-Альбас, 5-й граф де Пуэбла-де-Монтальбан.

1. Супруга — Мария Лусия Тельес-Хирон и Фернандес де Веласко (? — 1759), 8-й маркиз Фромиста, 6-й маркиз де Карасена, 11-й маркиз де Берланга, дочь 6-го герцога де Осуна. Ему наследовал их сын:

- Андрес Мануэль Алонсо Пачеко Тельес-Хирон и Фернандес де Веласко (8 ноября 1728 — 10 июля 1789), 7-й маркиз де Бельмонте, 7-й герцог де Уседа, 6-й граф де ла Пуэбла-де-Монтальбан, 9-й маркиз де Фромиста, 7-й маркиз де Карасена, 4-й маркиз де Менас-Альбас, 12-й маркиз де Берланга.

1. Супруга — Мария де ла Портерия Фернандес де Веласко (? — 1796), 9-я графиня де Пеньяранда-де-Бракамонте, 6-я виконтесса де Саукильо, дочь Бернардино Фернандеса де Веласко и Пиментеля, 11-го герцога де Фриас. Ему наследовал их сын:

- Диего Пачеко Тельес-Хирон Гомес де Сандоваль[исп.]* (8 ноября 1754 — 11 февраля 1811), 8-й маркиз де Бельмонте, 8-й герцог де Уседа, 13-й герцог де Фриас, 13-й герцог де Эскалона, 5-й маркиз де Менас-Альбас, 10-й маркиз Фромиста, 8-й маркиз де Карасена, 13-й маркиз де Берланга, 7-й маркиз де Тораль, 6-й маркиз де Сильруэло, 10-й маркиз де Харандилья, 13-й маркиз Вильена, 7-й маркиз дель-Фресно, 11-й маркиз де Фречилья и Вильяррамьель, 10-й маркиз де Вильяр-де-Граханехос, 15-й граф де Аро, 17-й граф де Кастильново, 18-й граф де Альба-де-Листе, 7-й граф де ла Пуэбла-де-Монтальбан, 10-й граф де Пеньяранда-де-Бракамонте, 18-й граф де Луна (1462), 16-й граф де Фуэнсалида, 9-й граф де Кольменар, 15-й граф Оропеса, 14-й граф де Алькаудете, 14-й граф де Делейтоса, граф де Салазар-де-Веласко, 8-й граф де Пинто.

1. Супруга — Франсиска де Паула де Бенавидес и Фернандес де Кордова (1763—1827), дочь Антонио де Бенавидеса и де ла Куэвы, 2-го герцога де Сантистебан-дель-Пуэрто. Ему наследовал их единственный сын:

- Бернардино Фернандес де Веласко Пачеко и Тельес-Хирон (20 июля 1783 — 28 мая 1851), 9-й маркиз де Бельмонте, 9-й герцог де Уседа, 14-й герцог де Фриас, 14-й герцог де Эскалона, 6-й маркиз де Менас-Альбас, 11-й маркиз Фромиста, 9-й маркиз де Карасена, 14-й маркиз де Берланга, 8-й маркиз де Тораль, 7-й маркиз де Сильруэло, 14-й маркиз Вильена, 8-й маркиз дель-Фресно, 14-й маркиз де Харандилья, 12-й маркиз де Фречилья и Вильяррамьель, 11-й маркиз де Вильяр-де-Граханехос, 16-й граф де Аро, 18-й граф Кастильново, граф де Салазар-де-Веласко, 19-й граф де Альба-де-Листе, 8-й граф де ла Пуэбла-де-Монтальбан, 11-й граф де Пеньяранда-де-Бракамонте, 19-й граф де Луна, 17-й граф де Фуэнсалида, 10-й граф де Кольменар, 16-й граф Оропеса, 15-й граф Алькаудете, 19-й граф де Делейтоса, граф де Вильяфлор, 9-й граф де Пинто.

1. Супруга — Мария Анна Тереза де Сильва Базан и Вальдштейн (? — 1805), дочь Хосе Хоакина де Сильвы Базан и Сармьенто, 9-го маркиза де Санта-Крус-де-Мудела, 10-го маркиза дель-Висо, маркиза де Байона, 6-го маркиза де Арсикольяр, графа де Монтауто и графа де Пье-де-Конча, и Марии-Анны фон Вальдштейн (брак бездетен).
2. Супруга — Мария де ла Пьедад Рока де Тогорес и Валькарсель (1787—1830), дочь Хуана Непомусено Рока де Тогорес и Скорсия, 1-го графа де Пиноэрмосо и 13-го барона де Риудомс.
3. Супруга — Анна Хаспе и Масиас (неравный брак). Ему наследовал его дочь от второго брака:

- Бернардина Мария Фернандес де Веласко Пачеко и Тельес-Хирон и Рока де Тогорес (13 сентября 1815 — 5 сентября 1869), 10-я маркиза дже Бельмонте, 10-я герцогиня де Уседа, 15-я маркиза де Харандилья, 16-я графиня де Альба-де-Листе, 9-я графиня ла Пуэбла-де-Монтальбан, 11-я графиня де Пеньяранда-де-Бракамонте.

1. Супруг — Тирсо Мария Тельес-Хирон и Фернандес де Сантильян (1817—1871), сын Педро де Алькантары Тельес-Хирона и Альфонсо Пиментеля, 9-го маркиза де Хабалькинто. Ей наследовал их сын:

- Франсиско де Борха Тельес-Хирон и Фернандес де Веласко (10 октября 1839 — 8 июля 1897), 11-й маркиз де Бельмонте, 11-й герцог де Уседа, 16-й герцог де Эскалона, 15-й маркиз де Вильена, 20-й граф де Альба-де-Листе, 11-й граф де Пинто, 10-й граф де ла Пуэбла-де-Монтальбан, 17-й граф де Оропеса.

1. Супруга — Анхела Мария Фернандес де Кордова и Перес де Баррадас (1849 — ?), дочь Луиса Томаса Фернандеса де Кордовы и Суареса де Фигероа ла Серда и Понсе де Леон, 15-го герцога де Мединасели, и Анхелы Марии Аполонии Перес де Баррадас и Бернуй, 1-й герцогини де Дения и Тарифа. Ему наследовал их старший сын:

- Луис Мария Тельес-Хирон и Фернандес де Кордова (3 марта 1870 — 1 апреля 1909), 12-й маркиз де Бельмонте, 12-й герцог де Уседа, 17-й герцог де Эскалона, 14-й герцог де Осуна, 16-й маркиз де Вильена, 18-й граф де Уренья, 18-й граф де Оропеса, 13-й граф де Пинто. Холост и бездетен. Ему наследовал его младший брат:

- Мариано Тельес-Хирон и Фернандес де Кордова (9 сентября 1887 — 3 октября 1931), 13-й маркиз де Бельмонте, 13-й герцог де Уседа, 18-й герцог де Эскалона, 15-й герцог де Осуна, 17-й маркиз де Вильена, 21-й граф де Альба-де-Листе, 19-й граф де Уренья, 19-й граф де Оропеса и 14-й граф де Пинто.

1. Супруга — Петра Дуке де Эстрада и Морено (1900—1985), дочь Хуана Антонио де Эстрады и Кабесы де Вака, 8-го маркиза де Вильяпанес, 5-го маркиза де Торре-Бланка-де-Альхарафе, 8-го маркиза де Каса-Эстрада, и Марии де ла Консоласьон Морено и Сулета, дочери Педро Морено де ла Серны, 5-го графа де лос Андес. Ему наследовала его единственная дочь:

- Анхела Мария Тельес-Хирон и Дуке де Эстрада (7 февраля 1925 — 29 мая 2015), 14-я маркиза де Бельмонте, 14-я герцогиня де Уседа, 16-я герцогиня де Осуна, 20-я герцогиня де Медина-де-Риосеко, 17-я герцогиня де Бенавенте, 16-я герцогиня де Аркос, 19-я герцогиня де Гандия, 19-я герцогиня де Эскалона, 18-я маркиза де Берланга, 19-я маркиза де Вильена, 12-я маркиза де Хабалькинто, 18-я маркиза де Фречилья и Вильяррамьель, 12-я маркиза де Тораль, 19-я маркиза де Ломбай, 15-я маркиза де Фромиста, 20-я графиня де Уренья, 17-я графиня де Пеньяранда-де-Бракамонте, 20-я графиня де Фуэнсалида, 15-я графиня де Пинто, 19-я графиня де Алькаудете, 13-я графиня де ла Пуэбла-де-Монтальбан, 20-я графиня де Оропеса и графиня де Салазар-де-Веласко.

1. Супруг — Педро де Солис-Бомонт и Лассо де ла Вега (1916—1959).
2. Супруг — Хосе Мария Латорре и Монтальво (1925—1991), 6-й маркиз де Монтемусо и 8-й маркиз де Алькантара-дель-Куэрво. Ей наследовала её дочь от второго брака:

- Мария дель Пилар Латорре и Тельес-Хирон (род. 5 августа 1965), 15-я маркиза де Бельмонте, 15-я герцогиня де Уседа, 7-я маркиза де Монтемусо

1. Супруг — Мигель Анхель Пастор и Велес.